# Culoptila rusia
Culoptila rusia är en nattsländeart som beskrevs av Martin E. Mosely 1954. Culoptila rusia ingår i släktet Culoptila och familjen stenhusnattsländor. Inga underarter finns listade i Catalogue of Life.